# Ali Hazelwood
Ali Hazelwood es el seudónimo de una escritora de novelas de romance y profesora de neurociencias italiana. Muchos de sus trabajos se centran en las mujeres en los campos académicos y el STEM. Su primera novela, La hipótesis del amor, fue un éxito de ventas en la lista del New York Times best seller.

## Carrera

### La hipótesis del amor
The Love Hypothesisse desarrolló en 2018 como un fan fiction de Star Warssobre los personajes Rey y Kylo Ren, también conocidos como "Reylo", de la tercera trilogía de la saga. Originalmente titulado Head Over Feet y publicado por Hazelwood en AO3 bajo el seudónimo "Ever-so-reylo ". Los personajes principales pasaron a llamarse Olive y Adam (este último en honor a Adam Driver), se eliminaron todas las referencias explícitas a Star Wars y los personajes de la ilustración de la portada de la novela se diseñaron en honor a Driver y Daisy Ridley.

### Otros trabajos
Publicó tres novelas cortas en 2022: Under One Roof,  Stuck with You,y Below Zero.Estas historias se compilaron en el libro llamado Loathe to Love You, publicado en 2023.
Su segunda novela, La química del amor, se publicó en inglés el 23 de agosto de 2022.Seguida de, La teoría del amor, su tercera novela que se publicó en inglés el 13 de junio de 2023.
Su primera novela juvenil, Jaque mate al amor, que se lanzó el 9 de noviembre de 2023. Y su nueva propuesta Bride, una novela romántica paranormal, que se publicó el 6 de febrero de 2024.

## Vida personal
Hazelwood nació y creció en Italia, vivió en Japón y Alemania antes de mudarse a los Estados Unidos para realizar su doctorado en neurociencia. Durante sus estudios de posgrado, Hazelwood investigó la simulación cerebral y la neurociencia cognitiva.
Hazelwood actualmente trabaja a tiempo completo como profesora. Está casada y tiene tres gatos.

## Obras

### Novelas
- La hipótesis del amor (2021)
- La química del amor (2022)
- La teoría del amor (2023)
- Jaque mate al amor (2023)
- Novia (2024)
- No es amor (2024)
- Caída libre (2025)
- Un amor de verano complicado (2025)

### Novelas cortas
- Colección Loathe to Love You (2023):
  - Under One Roof (2022)
  - Stuck with You (2022)
  - Below Zero (2022)
- Cruel Winter With You (2024)